# Gioco nella tempesta
Gioco nella tempesta (Gale Force) è un film statunitense del 2002 diretto da Jim Wynorski.

## Trama
Il detective Sam Garrett partecipa ad un reality show insieme ad altri tre concorrenti. Secondo le regole dello show, i partecipanti dovranno dare la caccia ad un tesoro di dieci milioni di dollari nascosto su un'isola deserta. Dopo l'inizio delle trasmissioni, sull'isola sbarca il criminale Jared, a capo di un gruppo di mercenari, intenzionato ad appropriarsi del tesoro prima dei concorrenti. Jared si è accordato con uno dei produttori del programma ed ha vita facile nel trovare i soldi. Ma i concorrenti dello show sapranno dargli del filo da torcere aiutati anche da madre natura: nel momento in cui Jared sta per partire, si scatena un forte uragano.

## Produzione
Il film fu prodotto da Phoenician Entertainment e diretto da Jim Wynorski, girato ad Arcadia, nel Sable Ranch di Santa Clarita e a Los Angeles in California. Jim Wynorski figura anche tra i produttori. Treat Williams interpreta Sam Garrett. Michael Dudikoff è il cattivo di turno, il capo dei mercenari Jared.

## Distribuzione
Il film fu distribuito negli Stati Uniti nel 2002 dalla Artisan Entertainment per l'home video.
Alcune delle uscite internazionali sono state:
- negli Stati Uniti il 15 gennaio 2002 (Gale Force, in anteprima)
- in Ungheria il 7 giugno 2005    (Hurrikán zóna, in prima TV),
- in Germania (Gale Force - Die 10-Millionen-Dollar-Falle)
- in Italia (Gioco nella tempesta)
- in Spagna (Huracán)
- in Francia (Jeux dangereux)
- in Grecia (Sto eleos tou tyfona)
- in Canada (Vent de panique)

## Promozione
La tagline è: "Don't mess with mother nature" ("Non fate i furbi con madre natura.").